# كلايف روز
كلايف روز (بالإنجليزية: Clive Rose)‏ (13 أكتوبر 1989 - ) هو لاعب كريكت أسترالي. لعب مع فريق تسمانيا للكريكت وفريق فكتوريا للكريكت وHobart Hurricanes ‏ وميلبورن ستارز ‏.

## وصلات خارجية
- كلايف روز على موقع إي آس بي آن كريك إنفو (الإنجليزية)